# Мангум (Оклахома)
Мангум (англ. Mangum) — місто (англ. city) в США, в окрузі Грір штату Оклахома. Населення — 2762 особи (2020).

## Географія
Мангум розташований за координатами 34°52′42″ пн. ш. 99°30′14″ зх. д. / 34.87833° пн. ш. 99.50389° зх. д. (34.878377, -99.503953).  За даними Бюро перепису населення США в 2010 році місто мало площу 4,53 км², уся площа — суходіл.

## Демографія
Згідно з переписом 2010 року, у місті мешкало 3010 осіб у 1219 домогосподарствах у складі 768 родин. Густота населення становила 664 особи/км².  Було 1529 помешкань (337/км²).
Расовий склад населення:
| - 85,0 % — білих - 3,8 % — чорних або афроамериканців - 1,9 % — корінних американців - 0,1 % — вихідців з тихоокеанських островів - 0,1 % — азіатів - 4,5 % — осіб інших рас |

До двох чи більше рас належало 4,6 %. Частка іспаномовних становила 12,9 % від усіх жителів.
За віковим діапазоном населення розподілялося таким чином: 23,7 % — особи молодші 18 років, 55,0 % — особи у віці 18—64 років, 21,3 % — особи у віці 65 років та старші. Медіана віку мешканця становила 41,1 року. На 100 осіб жіночої статі у місті припадало 91,0 чоловіків;  на 100 жінок у віці від 18 років та старших — 91,4 чоловіків також старших 18 років.
Середній дохід на одне домашнє господарство  становив 50 908 доларів США (медіана — 35 130), а середній дохід на одну сім'ю — 67 061 долар (медіана — 49 741). Медіана доходів становила 32 444 долари для чоловіків та 24 130 доларів для жінок. За межею бідності перебувало 14,4 % осіб, у тому числі 17,8 % дітей у віці до 18 років та 3,4 % осіб у віці 65 років та старших.
Цивільне працевлаштоване населення становило 1272 особи. Основні галузі зайнятості: освіта, охорона здоров'я та соціальна допомога — 27,3 %, науковці, спеціалісти, менеджери — 11,6 %, транспорт — 8,9 %, будівництво — 8,8 %.